# Fahrenbach II (Gelster)
Der Fahrenbach II ist ein 4,5 km langer Bach im Werra-Meißner-Kreis in Nordhessen, ein Nebenbach der Gelster. Er entspringt im Kaufunger Wald aus mehreren Quellen am Langenberg und an der Großen Kappe, verläuft gänzlich im Geo-Naturpark Frau-Holle-Land (Werratal.Meißner.Kaufunger Wald) und mündet in Witzenhausen–Carmshausen von Westen kommend linksseitig in die Gelster. Sein Einzugsgebiet ist 3,948 km² groß. Er heißt Fahrenbach II, weil etwa 9 km weiter flussaufwärts, unterhalb von Großalmerode, ein anderer Bach gleichen Namens, der Fahrenbach I, in die Gelster mündet. 

## Name
In urkundlichen Texten taucht der Fluss ab 1575 als Farenbach auf. Der Hof Farenbach wird bereits 1420 schriftlich erwähnt. Der Name leitet sich von einem ahd. Personennamen Faro ab. Der Fahrenbach unterhalb von Großalmerode hieß hingegen ursprünglich Vartbach.

## Verlauf
Der Fahrenbach speist sich aus zwei Quellarmen, die aus mehreren, zwischen 460 und 540 m ü. NHN gelegenen Quellen etwas unterhalb des Roten Sees entspringen. Die drei Quellen des östlichen Quellarms (auf dem die Bachkilometrierung fußt) befinden sich etwa 300 m nordöstlich des Sees am Nordhang des Langenbergs (565 m) auf zwischen 460 und 482 m Höhe, und die die des westlichen Quellarms liegt rund 350 m nördlich des Sees auf 540 m Höhe am Nordosthang der Großen Kappe (ca. 572,5 m), einem östlichen Ausläufer des Bilsteins (641,2 m). Die beiden Quellarme vereinigen sich nach etwa 350 m (Ostarm) bzw. 400 m (Westarm) Fließstrecke zum Fahrenbach.
Der Bach verläuft nun zunächst etwa 1,1 km durch ein enges und beidseitig bewaldetes Tal nach Norden und nimmt dann nach dem Eintritt in ein etwas breiteres Wiesental zwei weitere, von links (von der Großen Kappe) und rechts (vom Hang östlich des Hauptbachs) heranfließende kleine Bäche auf. Dann biegt er um nach Nordosten und passiert nach weiteren etwa 600 m unmittelbar nördlich das Gut Fahrenbach, wo er einst den Wassergraben der kleinen mittelalterlichen Burg Fahrenbach speiste. Danach fließt er, von nun an bis zu seiner Mündung von der Kreisstraße 64 begleitet, weiterhin in nordöstlicher Richtung etwa 1,5 km durch landwirtschaftlich genutztes Gebiet (Wiesen und Felder).
Dann tritt der Fahrenbach wieder in ein Waldgebiet ein, verlässt dieses nach etwa 1 km, unterquert die Bundesstraße 451 und mündet etwa 60 m östlich der Straße und unweit südlich des Gutshofs Carmshausen auf 178 m Höhe in den dort von Süden herankommenden Werra-Zufluss Gelster.